# Riverside (Ohio)
Riverside ist eine City im Montgomery County des US-Bundesstaates Ohio. Das U.S. Census Bureau ermittelte bei der Volkszählung 2020 eine Einwohnerzahl von 24.474. Sie gehört zur Dayton Metropolitan Statistical Area.

## Geographie
Riversides geographische Koordinaten lauten 39° 47′ N, 84° 7′ W (39,778858, −84,123094). Nach den Angaben des United States Census Bureau, hat Riverside eine Fläche von 25,28 km², wovon 25,17 km² auf Land und 0,11 km² auf Gewässer entfallen.
Im Jahr 1994 schloss sich Riverside mit der umliegenden Mad River Township zusammen. Daraus ergaben sich mehrere Sektionen innerhalb der Gemarkung, die nicht zu Riverside gehören, sondern zuvor von Dayton und Huber Heights annektiert wurden, außerdem die Wright-Patterson Air Force Base. Insgesamt gibt es sechs solcher Enklaven innerhalb von Riverside, wobei zur südlichsten davon vier kleinere Flächen gehören, die jeweils nur aus Verbindungsstraßen bestehen.
Die Gemarkung Riversides grenzt innerhalb des Montgomery Countys an Dayton, Kettering, Huber Heights und die Wright-Patterson Air Force Base sowie einen kleinen Teil der Harrison Township im Montgomery County. Östlich liegen im Greene County die City Beavercreek, die Bath Township und die Beavercreek Township.

## Demographie

### Census 2010
Zum Zeitpunkt des United States Census 2000 bewohnten Riverside 25.201 Personen. Die Bevölkerungsdichte betrug 1001,0 Personen pro km². Es gab 11.304 Wohneinheiten, durchschnittlich 449,0 pro km². Die Bevölkerung Riversides bestand zu 87,2 % aus Weißen, 6,6 % Schwarzen oder African American, 0,3 % Native American, 1,9 % Asian, 0 % Pacific Islander, 1,1 % gaben an, anderen Rassen anzugehören und 2,8 % nannten zwei oder mehr Rassen. 3,3 % der Bevölkerung erklärten, Hispanos oder Latinos jeglicher Rasse zu sein.
Die Bewohner Riversides verteilten sich auf 10.284 Haushalte, von denen in 33,5 % Kinder unter 18 Jahren lebten. 44,2 % der Haushalte stellten Verheiratete, 15,0 % hatten einen weiblichen Haushaltsvorstand ohne Ehemann, 5,9 % der Haushalte werden von Männern ohne Ehefrau geführt und 34,9 % bildeten keine Familien. 29,9 % der Haushalte bestanden aus Einzelpersonen und in 10,6 % aller Haushalte lebte jemand im Alter von 65 Jahren oder mehr alleine. Die durchschnittliche Haushaltsgröße betrug 2,45 und die durchschnittliche Familiengröße 3,01 Personen.
Die Bevölkerung verteilte sich auf 34,8 % Minderjährige, 24,7 % 18–24-Jährige, 10,9 % 25–44-Jährige, 26,8 % 45–64-Jährige und 23,8 % im Alter von 65 Jahren oder mehr. Der Median des Alters betrug 13,8 Jahre. Die Bevölkerung bestand zu 48,5 % aus Männern und zu 51,5 % aus Frauen.

### Census 2000
Zum Zeitpunkt des United States Census 2000 bewohnten Riverside 23.545 Personen. Die Bevölkerungsdichte betrug 1156,6 Personen pro km². Es gab 10.289 Wohneinheiten, durchschnittlich 505,4 pro km². Die Bevölkerung Riversides bestand zu 91,45 % aus Weißen, 4,26 % Schwarzen oder African American, 0,21 % Native American, 1,76 % Asian, 0,05 % Pacific Islander, 0,61 % gaben an, anderen Rassen anzugehören und 1,66 % nannten zwei oder mehr Rassen. 1,55 % der Bevölkerung erklärten, Hispanos oder Latinos jeglicher Rasse zu sein.
Die Bewohner Riversides verteilten sich auf 9768 Haushalte, von denen in 28,3 % Kinder unter 18 Jahren lebten. 49,3 % der Haushalte stellten Verheiratete, 12,2 % hatten einen weiblichen Haushaltsvorstand ohne Ehemann und 34,2 % bildeten keine Familien. 27,9 % der Haushalte bestanden aus Einzelpersonen und in 10,1 % aller Haushalte lebte jemand im Alter von 65 Jahren oder mehr alleine. Die durchschnittliche Haushaltsgröße betrug 2,41 und die durchschnittliche Familiengröße 2,95 Personen.
Die Bevölkerung verteilte sich auf 23,5 % Minderjährige, 10,3 % 18–24-Jährige, 28,4 % 25–44-Jährige, 23,0 % 45–64-Jährige und 14,9 % im Alter von 65 Jahren oder mehr. Der Median des Alters betrug 37 Jahre. Auf jeweils 100 Frauen entfielen 94,5 Männer. Bei den über 18-Jährigen entfielen auf 100 Frauen 91,6 Männer.
Das mittlere Haushaltseinkommen in Riverside betrug 37.034 US-Dollar und das mittlere Familieneinkommen erreichte die Höhe von 43.650 US-Dollar. Das Durchschnittseinkommen der Männer betrug 33.987 US-Dollar, gegenüber 23.525 US-Dollar bei den Frauen. Das Pro-Kopf-Einkommen belief sich auf 18.702 US-Dollar. 10,1 % der Bevölkerung und 6,7 % der Familien hatten ein Einkommen unterhalb der Armutsgrenze, davon waren 12,4 % der Minderjährigen und 10,6 % der Altersgruppe 65 Jahre und mehr betroffen.

## Umliegende Ortschaften
|        | Huber Heights |             |
| Dayton |               | Beavercreek |
|        | Kettering     |             |